# Infestissumam
Infestissumam (en latín: adjetivo o superlativo que significa muy o lo más hostil, utilizado por la banda como "lo más hostil" o "la amenaza más grande", en referencia al Anticristo) es el segundo álbum de estudio de la banda de heavy metal sueca Ghost. Fue grabado en Nashville, Tennessee, producido por Nick Raskulinecz y lanzado el 10 de abril de 2013. Fue publicado en Norteamérica por Loma Vista Recordings el 16 de abril a conjunto con Republic Records, una división de Universal Music Group, marcando el mayor debut de discográficas de la banda. El álbum fue generalmente bien recibido, con numerosas publicaciones musicales colocándolo en su lista de mejor álbum de heavy metal del año, ganó el Grammis de 2014 por mejor álbum de Hard Rock/Metal. A fines de 2013, la banda publicó una edición especial llamada Infestissumam Redux en la cual se junta el disco con su EP del mismo año, If You Have Ghost.

## Historia
Todas las canciones del álbum a excepción de «Ghuleh» fueron escritas y ensayadas a fines del verano de 2011. La banda había planeado comenzar la grabación del álbum luego de su gira por Norteamérica con Enslaved y Alcest, no obstante, Ghost tuvo que dejar la gira y ambos la banda y Rise Above Records acordaron que el álbum debería ser publicado en otra discográfica. Un Nameless Ghoul dijo que la banda estaba apurada por publicar otro álbum.
Luego de afilarse a una mayor discográfica para el álbum, un Ghoul dijo, "Fue Tom Whalley quien estaba interesado en la banda. El estaba buscando comenzar su nueva discográfica, la cual terminó siendo una subsidiaria de Universal; ... ; Nosotros sentimos que podríamos ser conscientes de nosotros acerca de hacer ese movimiento, pero conociendo su historia, teniendo a alguien como el para ser defensor de nuestra banda, dentro de una gran organización como Universal, sentimos como lo más cercano que uno puede llegar a estar en una organización independiente sin estar en una organización independiente".
Ghost finalmente comenzó a grabar su álbum en octubre de 2012 en Nashville, Tennessee, con la producción de Nick Raskulinecz. La banda dijo que eligieron a Raskulinecz porque "es bueno trabajando con una banda sin transformarla en otra cosa, más bien que los hace florecer como la banda que son; ... ; Resultó que el no quería cambiar mucho, y por eso él consiguió el trabajo. En 2015 un Nameless Ghoul dijo que no estaban 100% satisfechos con la producción final del álbum, citando restricciones de tiempo forzándolos a aceptar el mezclado y masterización del último minuto. Tuvieron dificultades en la zona de Nashville; debido a sus letras satánicas la banda no podía encontrar un coro para interpretar sus canciones. Incluso coristas individuales rechazaron el trabajo. La banda dijo, "Luego le dijimos a ellos lo que se suponía que tenían que cantar, y uno de los chicos casi lloró, él se ofendió; fue verdaderamente extraño; ... ; Así que terminamos grabando el coro en Hollywood, donde la gente no tenía problemas con tratar con el Demonio".

## Canciones
Comentando acerca de los temas de su nuevo álbum, un Nameless Ghoul dijo a Decibel que mientras la primera grabación terminó en el "Génesis", el nacimiento del Anticristo, Infestissumam continúa adelante luego de su nacimiento. En otra entrevista la banda dijo, "Todo el primer álbum fue acerca de una oscuridad que se acerca, una perdición inminente. Mientras que el nuevo álbum es acerca de algo presente, y literalmente el nuevo álbum trata con la presencia del Anticristo, el Demonio. Pero subliminalmente, el significado de eso es más como la humanidad—predominantemente hombres—lo que han considerado ser la presencia del Demonio, a través de la historia e incluso hoy día. Y eso es porque el álbum está cargado con temas sexuales y femeninos. Eso es básicamente todo, la inquisición fue básicamente hombres acusando mujeres de ser el Demonio solo porque ellos tenían una erección por ellas".
Explicando por qué el álbum es más musicalmente diverso que el primero, un miembro dijo "Ser aplaudido por algunas de esas cosas en el primer álbum que conforme al libro de reglas del metal serían vistos como un montón de chicos tentándonos para ir aún más profundo, y hacia arriba y hacia abajo a la vez, y en general, simplemente hacer un álbum más colorido". "Varias bandas de metal tienen tendencia a venir con un sonido y simplemente hacerle mímica diez veces en un álbum, lo cual está bien, pero nosotros intentamos deliberadamente que cada canción tenga su propia marca".
«Per Aspera ad Inferi» se traduce como "por dificultades al Infierno".
La canción «Secular Haze» se produjo cuando al escritor se le acercó al resto de la banda diciendo, "Esta es una canción nueva. Estaba esa observación carnavalesca, y obviamente hay un elemento de cabaret en ese órgano, pero la idea era actualmente tener un sentimiento "marítimo". Se supone que hace sentir como si estuvieras en un tormentoso océano, con olas. La idea fue musicalmente inspirada por un dicho, cómo alguien que estuvo cerca de morirse ahogado dijo que el sentimiento que obtienes es enorme, frío, un sentimiento de ansiedad que es reemplazado justo antes de morir con una húmeda aceptación que es supuestamente extremadamente gratificante y orgásmica. Toda la canción se supone que hace sentir como estás en tormentas y tormentas, nunca terminando con algunos atisbos de tranquilidad en los coros, pero cuando termina, cuando ha "llegado la parte de la niebla eterna", se supone que debes sentirte como que te haz ido para siempre en el borde de la congelación hasta ese calor".
«Ghuleh / Zombie Queen» se originó de una antigua pieza de música; "La parte del piano en la introducción es antigua. Ha estado por ahí por años. Pero en un contexto de Ghost ésta necesitaba convertirse en algo diferente, no había una idea concreta para materializar, habría guardado la misma línea en toda la canción. Esta grabación necesitaba un final al Lado A, luego de las tres primeras canciones, las cuales eran todas frenéticas e incluían varios cambios e histeria, necesitabas una especie de prado donde te podrías tenderte por un rato. Esa fue la razón por la cual tomamos esa canción y la transformamos en lo que se convirtió en «Ghuleh / Zombie Queen». Aunque esta quizás no sea la mejor canción del álbum, el cual he pasado un duro tiempo decidiendo cuál es, es definitivamente una de nuestras partes más interesantes del álbum. Es un buen movimiento con el cual estamos saliendo. [risas]" En otra entrevista, un Ghoul dijo "hay elementos de «Ghuleh» que son muy típicos en la música sueca de los 70'. Cuando se les preguntó qué significa «Ghuleh», un Ghoul respondió "Ella es la idea romántica de ya sea estar o una vez estar perdido. Es acerca de la nostalgia. La ausencia de tiempo, o de una persona, o un ser, o algo que tiene una tendencia a empañar la idea de cuál es la verdadera naturaleza de una cosa o persona".

## Arte
El arte de la portada del álbum es parte de una sencilla y gran pieza que fue separada en 12 o 13 imágenes; fue hecha en colaboración con Ghost y dibujada por el artista polaco Bp Necropolitus Cracoviensis Zbigniew Bielak II e inspirado por las letras y temas del álbum. Un Nameless Ghoul dijo que debido a que el álbum trata con el Anticristo, "nosotros sabíamos que iba a ir un bebé en la portada. El también representa la paradoja de maldad innata, de ser muy inocente y vulnerable", y dijo que él es un pastiche de la película Amadeus.
Infestissumam fue originalmente planeado publicar el 9 de abril, sin embargo la banda no puedo encontrar un fabricante para el CD en los Estados Unidos y su lanzamiento fue pospuesto hasta el 16 de abril.  Una fuente cercana a la banda dijo a Spin que Ghost fue rechazado por cuatro fabricantes estadounidenses debido a la portada de la edición de lujo del álbum, la cual es una ilustración de una orgía del siglo XVI. La revista dijo que fue la representación de Jesucristo crucificado boca abajo lo que causó la controversia en lugar del contenido sexual inspirado en Gustave Doré. No obstante, un Nameless Ghoul dijo que ciertamente fue el por el contenido sexual y dijo que era irónico que "solo porque nosotros tenemos mujeres desnudas a la vez de partes del cuerpo femeninas mostradas y expuestas, eso causó el problema. Qué acerca de la blasfemia? Qué acerca del Satanismo? Eso no fue el problema. Eso es exactamente de lo que trata este álbum". En lugar de retrasar más el álbum, la banda decidió usar la portada de CD de la edición regular para la edición de lujo en Estados Unidos. Todas las copias europeas y la edición en vinilo en Estados Unidos incluían el arte controversial como "Los fabricantes de vinilos no tenían problema con el arte. Tampoco Europa".

## Promoción
El 14 de diciembre de 2012, el sitio web SecularHaze.com fue creado por Ghost. El sitio contenía un clip de la nueva canción de Ghost sin vocales. En la página había un reloj andando marcha atrás y cinco velas, cada una representando un elemento de la canción cuando el usuario pasaba sobre ella con el mouse. El día siguiente, la banda publicó una nueva canción en su canal de YouTube oficial, también llamada «Secular Haze». Más tarde ese día, interpretaron un concierto especial en su ciudad natal Linköping, en Suecia, interpretando todo el Opus Eponymous junto con «Secular Haze» y su cover de «I'm a Marionette». Antes de que fuera interpretada «Secular Haze», Papa Emeritus, el vocalista de la banda, desapareció en el escenario para ser reemplazado por Papa Emeritus II. Luego de este concierto, SecularHaze.com fue actualizada para incluir una sexta vela conteniendo «Secular Haze» con vocales. Cuatro días después, la banda anunció el título de su segundo álbum, Infestissumam, junto con el sitio web Infestissumam.com el cual mostraba la lista de canciones del álbum.
«Secular Haze» fue el primer sencillo del álbum, dado como una descarga digital gratuita a los ganes que se registraban en la lista de mailing de la banda desde el 15 de diciembre de 2012. Un prensado limitado en vinilo de 10" del sencillo fue luego publicado. Eligiendo «Secular Haze» como el primer sencillo, un Ghoul dijo "queríamos presentar una canción del nuevo álbum que destaque en su forma pero que no vaya muy lejos desde la primera grabación". El sencillo del lado B era el cover de «I'm a Marionette», el cual se interpretó junto a Dave Grohl de Nirvana y Foo Fighters en la batería al igual que en la producción. La colaboración orrió cuando, antes de ir a Nashville a grabar el álbum, Ghost tenía un puñado de covers en demo y estaban discutiendo si deberían estrujarlos en el álbum. "... ; estábamos en un festival en Europa y estaba tocando Foo Fighters, y sabíamos que Dave era un fan, y cuando hablamos con él, luego de varios apretones de manos y algunas risas, estábamos como Okay, entonces te gustó la banda? Entonces quieres hacer algo? Y él dijo que sí, y un mes después estábamos en su estudio en Los Ángeles haciendo eso". La banda grabó su primer videoclip para «Secular Haze» en Linköping, con el director Amir Chamdin.
El 12 de marzo de 2013, Ghost comenzó a proveer a sus fanes con un streaming de «Year Zero» si promovían la banda en Facebook, por aprobar a su líder para ser electo como el siguiente Papa de la Iglesia católica. La versión en vinilo del sencillo incluía el lado B «Orez Raey», el cual es el lado A reproducido al revés. Un videoclip para la canción, dirigido también por Amir Chamdin, fue dado a conocer el 25 de marzo. Loudwire lo nombró el Mejor Videoclip de Metal de 2013, mientras que la revista Revolver lo nombró el séptimo en la lista de los mejores sin importar el género del año.
La canción «Monstrance Clock» fue ofrecida gratis en streaming el 8 de abril. El día siguiente, el Infestissumam entero fue publicado para stream. Mientras que incluían las canciones «La Mantra Mori» y la versión de «I'm a Marionette» de la edición de lujo, la edición japonesa del álbum también incluyó la versión de la canción de Depeche Mode «Waiting for the Night». Un tercer videoclip para «Monstrance Clock» fue publicado el 3 de julio de 2013. Fue dirigido por Rob Semmer y filmado en los shows de Ghost en el Teatro El Rey y el Webster Hall, y abre con fanes alabando a la banda en una burla de confesionario.

## Recepción

### Críticas
Infestissumam recibió generalmente reseñas positivas de los críticos. En Metacritic, el cual asigna una puntuación normalizada de 100 reseñas de los principales críticos, el álbum recibió una puntuación promedio de 67, el cual indica "generalmente reseñas favorables", basado en 11 reseñas. James Christopher Monger de Allmusic describió las psicodélicas y progresivas salidas del debut de la banda como "extrañamente efectivas" y llamó al álbum "un infierno lleno de diversión". The Village Voice y Entertainment Weekly llamaron a Infestissumam el mejor álbum de metal de 2013, mientras que Loudwire lo posicionó segundo en su lista. El álbum fue listado por Noisecreep como una de las Mejores Lanzamientos en Vinilo de 2013. Ambas «Secular Haze» y «Year Zero» fueron nombradas entre las Mejores Canciones de Metal de 2013 por Loudwire. Infestissumam ganó el Grammis de 2014 por mejor álbum de Hard Rock/Metal. También ganó el premio similar P3 Guld por mejor álbum de Rock/Metal del año.
En una reseña menos positiva, Jon Hadusek de Consequence of Sound describió el álbum como "bastante manso" y dijo que "por una banda la cual sus canciones se basan en falsetes y coros, la ausencia de melodías memorables en Infestissumam es un eterno pecado". En la revista Decibel, Jeff Treppel escribió que Ghost parecía estar evadiendo una "caída del segundo año" por "lanzar juntos el set de canciones más eclécticas el cual podrían conjurar desde el pozo", y que eso es "un paseo salvajemente inconsistente; ...; es un buen presagio para la longevidad de la banda".

### Ventas
Infestissumam debutó primero en una de las listas suecas Sverigetopplistan, vendiendo casi cinco veces la cantidad de copias del número dos. El álbum fue certificado oro por la Federación Internacional de la Industria Fonográfica en octubre de 2014, por más de 20,000 ventas. En Estados Unidos, vendió una estimación de 14,000 copias en la semana de lanzamiento y debutó en el número 28 en la Billboard 200. Blabbermouth reportó que el álbum había vendido cerca de 70,000 copias en los Estados Unidos en noviembre de 2015.

## Lista de canciones
Todas las canciones escritas y compuestas por "A Ghoul Writer", a excepción de la pista 12, escrita y compuesta por Benny Andersson y Björn Ulvaeus, y la 13, escrita y compuesta por Martin L. Gore. 
| N.º   | Título                  | Duración |  |
| 1.    | «Infestissumam»         | 1:42     |  |
| 2.    | «Per Aspera ad Inferi»  | 4:09     |  |
| 3.    | «Secular Haze»          | 5:11     |  |
| 4.    | «Jigolo Har Megiddo»    | 3:58     |  |
| 5.    | «Ghuleh / Zombie Queen» | 7:29     |  |
| 6.    | «Year Zero»             | 5:50     |  |
| 7.    | «Body and Blood»        | 3:43     |  |
| 8.    | «Idolatrine»            | 4:23     |  |
| 9.    | «Depth of Satan's Eyes» | 5:25     |  |
| 10.   | «Monstrance Clock»      | 5:53     |  |
| 47:43 |                         |          |  |

| Edición de lujo |                                                          |          |  |
| N.º             | Título                                                   | Duración |  |
| 11.             | «La Mantra Mori»                                         | 5:14     |  |
| 12.             | «I'm a Marionette» (cover de ABBA)                       | 4:52     |  |
| 13.             | «Secular Haze» (Videoclip; solo edición digital de lujo) | 5:19     |  |
| 62:31           |                                                          |          |  |

| Edición japonesa |                                                 |          |  |
| N.º              | Título                                          | Duración |  |
| 11.              | «La Mantra Mori»                                |          |  |
| 12.              | «I'm a Marionette» (cover de ABBA)              |          |  |
| 13.              | «Waiting for the Night» (cover de Depeche Mode) |          |  |
| 62:49            |                                                 |          |  |

| Infestissumam Redux |                                                 |          |  |
| N.º                 | Título                                          | Duración |  |
| 11.                 | «La Mantra Mori»                                | 5:14     |  |
| 12.                 | «If You Have Ghosts» (cover de Roky Erickson)   | 3:34     |  |
| 13.                 | «I'm a Marionette» (cover de ABBA)              | 4:52     |  |
| 14.                 | «Crucified» (cover de Army of Lovers)           | 5:13     |  |
| 15.                 | «Waiting for the Night» (cover de Depeche Mode) | 5:37     |  |
| 16.                 | «Secular Haze» (en vivo)                        | 5:27     |  |
| 77:47               |                                                 |          |  |

## Personal
Ghost
- Papa Emeritus II  – Voz
- Nameless Ghouls – Guitarra , bajo , teclado , batería , guitarra rítmica

Invitados
- Dave Grohl - batería y producción en «I'm a Marionette»
- St. Trident Tenors de Tinseltown - coros
- Derek Silverman - Órgano en «Waiting for the Night»

Misceláneos
- Nick Raskulinecz - producción, mezclado
- David Campbell - editor de partituras
- Nathan Yarborough, Niels Nielsen, Niklas Berglöf, Paul Fig, Simon Söderberg, Ted Jensen - ingeniería
- Bp Necropolitus Cracoviensis Zbigniew Bielak II - arte

## Posicionamiento en listas
| Lista (2013)                          | Posición pico |
| ------------------------------------- | ------------- |
| Australia (ARIA)                      | 62            |
| Estados Unidos (Billboard 200)        | 28            |
| Estados Unidos (Top Hard Rock Albums) | 1             |
| Estados Unidos (Top Rock Albums)      | 10            |
| Finlandia (Suomen Virallinen Lista)   | 5             |
| Grecia (IFPI)                         | 22            |
| Noruega (VG-lista)                    | 8             |
| Suecia (Sverigetopplistan)            | 1             |
| Reino Unido (UK Albums Chart)         | 35            |

## Certificaciones
| País         | Certificación | Ventas  |
| ------------ | ------------- | ------- |
| Suecia (GLF) | Oro           | 20,000^ |